# Longuefuye
Longuefuye foi uma comuna francesa na região administrativa da Pays de la Loire, no departamento de Mayenne. Estendia-se por uma área de 14,32 km². Em 2010 a comuna tinha 336 habitantes (densidade: 23,5 hab./km²).
Em 1 de janeiro de 2019, passou a formar parte da nova comuna de Gennes-Longuefuye.